# سوسنوفکا (شهرستان یای‌ایل)
سوسنوفکا (به لاتین: Sosnovka) یک روستا در قرقیزستان است که در شهرستان یای‌ایل واقع شده‌است. سوسنوفکا ۴ کیلومتر مربع مساحت و ۵٬۵۶۸ نفر جمعیت دارد.